# Ove Sprogøe
Ove Sprogøe, född 21 december 1919 i Odense, död 14 september 2004 i Tårnby, var en dansk skådespelare. Sprogøe medverkade i flera danska pilsnerfilmer på 1960-talet, ofta tillsammans med Dirch Passer.
Han blev mycket populär som den hetsige Egon Olsen i filmerna om Olsen-banden, som den svenska filmserien Jönssonligan baserades på. Ove Sprogøe spelade även rollen som den musikintresserade doktor Louis Hansen i tv-serien Matador.

## Filmografi i urval
- 1946 – Svar till obemärkt
- 1947 – Familien Swedenhielm
- 1950 – Askungen (Dansk röst)
- 1953 – Vi som går köksvägen
- 1953 – Far till fyra
- 1955 – Amor i fara
- 1955 – Lady och Lufsen (Dansk originaldubb)
- 1956 – Vad vill ni ha?
- 1956 – Kärlek i det blå
- 1960 – Spöket fixar allt
- 1960 – Förälskad i Köpenhamn
- 1963 – Flickan och pressfotografen
- 1963 – Förälskad i april
- 1963 – Lilla helgonet
- 1964 – Värdshuset Vita Hästen
- 1965 – Slå först Freddie!
- 1966 – Huka dej, Fred - dom laddar om!
- 1967 – Jag en markis - med uppdrag att älska
- 1967 – Jeg er sgu min egen
- 1967 – SS Martha
- 1968 – Soldaterkammerater på bjørnetjeneste
- 1968 – Olsen-banden
- 1969 – Olsen-banden på spanden
- 1969 – Fem på nya äventyr (film)
- 1970–1977 – Huset på Christianshavn (TV-serie)
- 1970 – Rend mig i revolutionen
- 1971 – Ballade på Christianshavn
- 1971 – Olsen-banden i Jylland
- 1971 – Aristocats (Dansk originaldubb)
- 1972 – Olsenbandets stora kupp
- 1973 – Olsenbanden slår till
- 1974 – Olsen-bandens sidste bedrifter
- 1975 – Olsen-banden på sporet
- 1976 – Dynamitgubbarna
- 1976 – Hjerter er trumf
- 1977 – Olsen-banden deruda'
- 1977 – Pinocchio (Dansk omdubb)
- 1978 – Olsen-banden går i krig
- 1978–1982 – Matador (TV-serie)
- 1979 – Olsen-banden overgiver sig aldrig
- 1981 – Olsen-banden over alle bjerge
- 1981 – Olsen-bandens flugt over plankeværket
- 1981 – Slingrevalsen
- 1983 – Limpan
- 1987 – Hipp hurra!
- 1991 – Fågelkriget
- 1993 – Aladdin (Dansk röst)
- 1996 – Charlot och Charlotte
- 1998 – Olsen-bandens sidste stik
- 1998 – H.C. Andersens skugga